# Blue SWAT
Blue SWAT (ブルースワット, Burū Suwatto) is een Japanse tokusatsuserie geproduceerd door Toei Company. De serie is onderdeel van Toei’s Metal Heroes series.
De serie bestond uit 51 afleveringen en werd van 30 januari 1994 t/m 29 januari 1995 uitgezonden op TV Asahi.
Blue Swat was anders dan de andere Metal Heroes series. Zo gebruikte de serie een meer realistische benadering in plaats van overdreven veel actie. De serie sloot goed aan bij oude fans van het Metal Heroes genre, maar trok niet echt veel nieuwe kijkers. Daarom werd halverwege de serie de ondertoon wat aangepast.
De drie helden uit deze serie hadden een gastoptreden in de laatste twee afleveringen van de serie Juukou B-Fighter.

## Verhaal
De aarde wordt verscheurd door misdaden, vervuiling en oorlogen. Een groep aliens bekend als de “Space Mafia” besluit van deze situatie gebruik te maken om de Aarde aan te vallen. De Japanse overheid stelt daarom een elite politieorganisatie samen genaamd Blue SWAT, die de taak hebben de Space Mafia tegen te houden.
De aliens nemen echter bezit van de commandant van Blue SWAT en gebruiken hem om te infiltreren in de organisatie en alle SWAT leden uit te moorden. Slechts drie teamleden overleven de aanslag: Shou, Sara and Sig.
De drie slagen erin om met hun harnassen en wapens te ontkomen en richtten hun eigen detectivebureau genaamd Blue Research op om tegen de Space Mafia te blijven vechten. Ze zijn nu echter op zichzelf aangewezen, en de oorlog is nog maar net begonnen.

## Personages
- Shou Narumi/Blue SWAT: de heethoofdige leider van het team. Hij draagt een blauw harnas. Later in de serie krijgt hij een upgrade waarin hij zichzelf "Hyper Shou" noemt.

- Sara Misugi/Purple SWAT: het enige vrouwelijke teamlid. Ze is een zeer serieus type gekleed in een paars harnas.

- Sig/Grey SWAT: het derde teamlid in een grijs harnas. Hij is kalm, intelligent en een telepaat. Later bleek hij geen mens te zijn, maar een alien wiens planeet ook door de Space Mafia is vernietigd. Op Aarde nam hij het lichaam over van een overleden man genaamd Takada Hirosaku om niet op te vallen.

- Seiji Usami: een computernerd die Blue SWAT helpt bij hun onderzoek.

- Sumire Asou: de secretaris van Blue Research.

- Gold-Platinum : een alien die later in de serie opduikt. Hij geeft Shou de mogelijkheid om "Hyper Shou" te worden, en sluit zich aan bij het team.

- Queen: de leider van de Space Mafia. Ze heeft een menselijke vorm en een monsterlijke vorm. In de serie Juukou B-Fighter werd ze weer tot leven gebracht door Jagul, die haar vervolgens absorbeerde.

## Afleveringen
1. Beginning
2. Lonely Battle
3. Invade
4. Get Away
5. The Rival
6. One Chance
7. Scoop
8. E.T. Baby
9. Pretty Girl
10. The Mission
11. Iestadi etc.
12. Goodbye-...
13. Death Trap
14. Atrocious Star Birth
15. Invasion CM Large Broadcast
16. Crash - Assassination Car
17. New Member
18. As For Burglar Offense Hero
19. Natural Shape of Demon Boy
20. Past of Impact of Special Interest Group
21. Charge Oop Soul
22. Special Interest Group Good Quality Mule! ?
23. New Soldier of Super Space-Time
24. Before the Terrestrial Conquest 0 Second
25. Advancing Rugged Detective Group
26. Taro True Theory? Urasima
27. BS Striking
28. Well Life of the Mutable Mother
29. Summer Vacation Evil Spirit Suppression
30. Good-bye , Demon Boy
31. Opposite Sex Human Naivety it Does...
32. Cruel Shaw Bombing Death
33. Completion! ! The Strongest Gun
34. Atrocity - Fake BS
35. Iron Fist of Milky Way Wolf Flame
36. Derailment my Circular Secret Order
37. Front Proclamation of Q
38. GP Erasure Order
39. Scream of Space Animal Life
40. Stretch The Trap on the Q
41. Invasion - Homicide insect
42. As for Messiah Demon
43. BS Last Day
44. Electric Brain Soldier of Carious Tooth
45. The Flesh which Aimed
46. GP Aggressive Failure
47. Disclosing! ! Circular Secret Plan
48. Rebellion! ! We is the King
49. Decisive Battle! ! The End of King
50. Large Crash Raw or Death?
51. Goodbye BS